# 小林三郎
小林 三郎（こばやし さぶろう） は、日本の技術者。中央大学大学院戦略経営研究科 客員教授。本田技術研究所時代に、日本初の量産型のエアバッグを開発した。

## 略歴
- 1968年 早稲田大学理工学部機械工学科卒業
- 1970年 カリフォルニア大学バークレー校修士課程修了
- 1971年 本田技術研究所入社
- 1985年 本田技術研究所 主任研究員
- 1987年 日本初のエアバッグシステムを開発、量産化
- 1993年 ホンダ・アメリカ研究所 Vice President
- 1996年 ホンダ・アメリカ研究所 Senior Vice President
- 2000年 本田技研工業 経営企画部長 兼 経営企画室長
- 2005年 本田技術研究所 主席研究員
- 2005年 ホンダ退職
- 2006年 一橋大学大学院 国際企業戦略研究科 客員教授
- 2006年 早稲田大学大学院 創造理工学部 非常勤講師
- 2006年 東京大学大学院 工学部 非常勤講師